# Гуламмухаммед Шейх
Гуламмухаммед Шейх (*16 лютого 1937) — сучасний індійський художник, поет, письменник, критик.

## Життєпис
Народився у 1937 році у невеличкому місті Сурендранагар-Дудхредж (штат Гуджарат). Закінчив середню школу у рідному місті. Згодом поступив до університету Бароди на факультет витончених мистецтв, який закінчив у 1961 році зі ступенем магістра. Ще під час навчання у 1957 році брав участь у груповій виставці в Галереї Джахангір у м. Мумбаї, а у 1960 році пройшла його перша персональна виставка в цій же галереї. Загалом натепер у Шейха понад 100 групових, 16 спільних, близько 30 персональних виставок. Вони відбувалися як в Індії, так й в більшості країн Європи, США, Японії.
З 1960 року став працювати викладачем в університеті ім. Махараджи Сайаджірао у м. Барода. Тут він перебував з перервою у 1963–1967 роках спочатку як викладач історії мистецтва, а потім професор факультету витончених мистецтв до 1993 року. У 1966 році отримав стипендію для навчання у Королівському коледжі мистецтв у Лондоні, який закінчив у 1967 році.
У 1987 та 2002 роках читав лекції у Художньому інституті Чикаго (США), університеті Пенсильванії у 2002 році. На тепер живе та працює у м.Вадодара.

## Творчість
Г.Шейх є письменником мовою гуджараті, критиком та ідеологом. Все це відображається в його художній творчості. Гуламмохаммед Шейкх наділяє свої картини багатством мови, сюжетів і образів. На початку 1990-х років його світ піддається переосмисленню, на полотнах Шейха з'являються вершини і рівнини континентів, що ваблять невтомного мандрівника, безмежні простори і дороги, нібито нанесені на карту.
Творчі експерименти Г.Шейха ґрунтувалися на зверненні до двох образів. У серії робіт «Місто на продаж» (1982—1984 роки), з'являється перший — образ міста — Бароди, з гаміром, метушнею, злочинністю на вулицях. Композиція даних картин побудована на розкладанні зображуваного і багатофокусності перспективи. Центральним елементом є хмара або джин, що летить, тіло якого як екран демонструє неприємні і навіть жорстокі сцени з особистого життя людей.
Художник здебільшого використовує традиції індо-перського та сієнського живопису як основи для своїх полотен. Вони зачіпають проблеми країни, гострі конфлікти суспільства в цілому. Однією з найбільш чудових картин є «Міраж» (2001 рік), де Щейх об'єднав риси поп-арту, мініатюрного живопису та документальної фотографії.
Швидке зростання урбанізації в Індії до середини 1990-х років призвело до появи нового образу в картинах Г.Шейха — мирного релігійного поета Кабіра, визнаного як в індуїзмі, так і в ісламі. У картинах Шейха, він — свідок, що безмовно судить роздробленість суспільства. Також як і його розповіді на гуджараті, ці роботи автобіографічні.
Доволі цікавими є роботи «Карта світу номер два. У пошуках Лейли»- цифровий колаж, виконаний гуашшю та тушшю й поліптих «Відвідувачі небес». Тут автор поєднує живопис і фотографію, з метою пробудити різні види емоцій.

## Літературні твори
- «Або» — вірші на гуджараті
- «Лаксман Гаур, монографія про художника», 1981 рік
- «Сучасне мистецтво Бароди», 1996 рік

## Нагороди
- Нагорода академії Лаліт Кала штату Гуджарат — 1961 рік
- Нагорода Бомбейського мистецького товариства — 1961, 1963 роки
- Національна премія академії Лаліт Кала — 1962 рік
- урядова премія Падма Шрі — 1983 рік
- премія Калідаса Санман уряду штату Мадх'я-Прадеш — 2002 рік
- урядова премія Падма Бхушан — 2014 рік